# Saint-Hilaire, Aude
Saint-Hilaire är en kommun i departementet Aude i regionen Occitanien  i södra Frankrike. Kommunen ligger  i kantonen Saint-Hilaire som ligger i arrondissementet Limoux. År 2022 hade Saint-Hilaire 713 invånare.

## Befolkningsutveckling
Antalet invånare i kommunen Saint-Hilaire
Referens: INSEE